# Julorkanen 1902

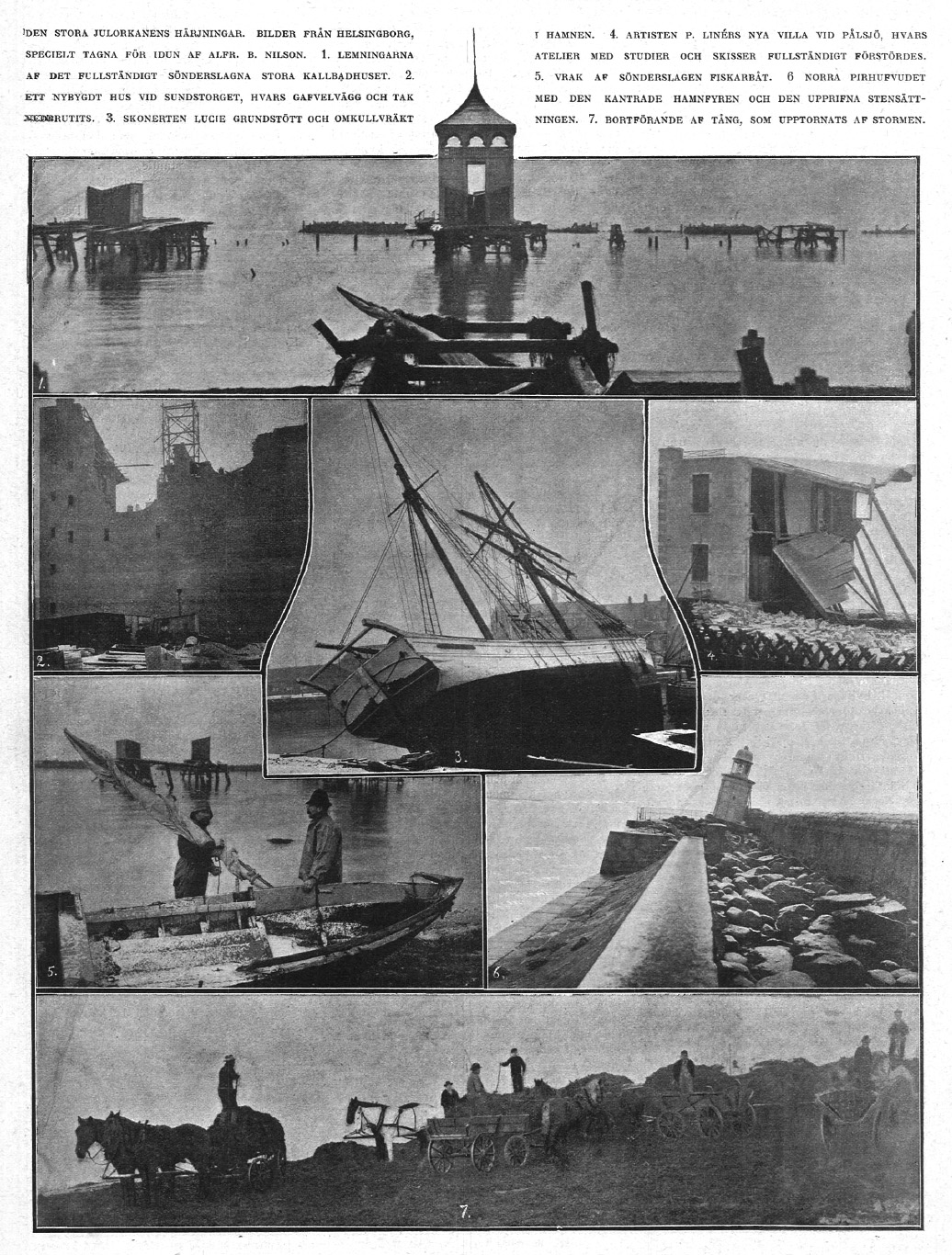
Julorkanen 1902. Kollage i tidningen Idun från härjningarna i Helsingborg

Julorkanen 1902 (danska: Julestormen 1902) slog till mot Danmark och Sverige juldagen 1902.
I Sverige drabbade den Skåne, delar av södra Kronobergs län samt Sveriges västkust. Omkring femtio fiskare omkom medan få människor på land skadades. I Helsingborg omkom en person på land, nattvakten vid SJ:s godsstation, J.P. Nilsson. De materiella skadorna uppskattades till miljonbelopp i dåtidens penningsvärde. Bland annat blev Varbergs kallbadhus, Mölles kallbadhus, Norra kallbadhuset i Helsingborg, Malmö–Limhamns Järnväg,  Ribersborgs och Sibbarps kallbadhus i Malmö förstörda och tornspiran föll av Örgryte kyrka.